# شبنم قلي خاني
شبنم قلي خاني (10 نوفمبر 1977 -)، ممثلة إيرانية. ولدت في مدينة طهران، تخرجت من الجامعة في فرع المسرح (تصميم الديكور) ومن ثم تابعت دراستها العليا في مرحلة الماجستير في فرع الاخراج المسرحي وهي الآن خريجة هذا الفرع.
بدأت قلي خاني نشاطها الفني في العام 1996 بمسرحية انتيغونا وظهرت بنفس هذه المسرحية في العام التالي على خشبة مسرح المدينة «تئاتر شهر».وكان دور السيدة مريم بنت عمران الذي أدته في مسلسل «مريم المقدسة» للمخرج شهريار بحراني وأجادت فيه كثيرا منعطفا كبيرا في حياتها إذ جاء بها إلى عالم النجومية والاضواء في العام 2000 قاطعة طريق المائة عام بليلة واحدة. وقد حظي هذا المسلسل الذي تم اعداد فيلم سينمائي منه باهتمام واسع من قبل الجمهور والمشاهدين على مستوى إيران والمنطقة والعالم. من الافلام السينمائية الأخرى التي مثلت فيها يمكن الإشارة إلى؛ «عطش»، «بطتي الصغيرة» (جوجه اردک من)، «وعد اللقاء» (وعده دیدار)، كما أدت دورها في العديد من المسلسلات التلفزيونية من ضمنها «ليلة الهدوء الأولى» (اولین شب آرامش).
وماعدا الشهادة الجامعية التي حازتها في مجال المسرح، فقد امضت دورة في المكياج السينمائي تحت اشراف الاستاذ جلال معيريان ودورة أخرى لكتابة السيناريو تحت اشراف فريدون جيراني.
تقوم قلي خاني في الوقت الحاضر، فضلا عن التمثيل والاخراج، بالتدريس في الجامعة في فرع المسرح.

## روابط خارجية
- شبنم قلي خاني على موقع IMDb (الإنجليزية)
- شبنم قلي خاني على موقع أول موفي (الإنجليزية)
- شبنم قلي خاني على موقع قاعدة بيانات الفيلم (الإنجليزية)